# Данморов рат
Рат лорда Данмора (енгл. Lord Dunmore's War), оружани сукоб између британских колониста у Вирџинији и локалних Индијанаца из племена Шони.

## Позадина
Прапостојбина племена Шони (име на њиховом језику значи Јужњаци) била је у долини реке Охајо. Средином 18. века главнина племена Шони живела је на територији Охаја, са мањим групама насељеним у Кентакију, Тенесију и Западној Вирџинији, али је племе водило номадски начин живота, пратећи дивљач дуж Апалачких планина од Алабаме и Флориде на југу до Пенсилваније на северу. Прилив нових досељеника из Европе и глад колониста за новим поседима неминовно су довели до сукоба Шонија са енглеским колонистима. У Француском и индијанском рату (1756-1763) Шонији које је предводио поглавица Корнсток (1720-1777), борили су се на страни Француза, а у Понтјаковом рату (1763-1766) против енглеских досељеника у западној Пенсилванији, који су се насељавали на индијанској земљи. После Понтјаковог пораза Шонији су наставили са пљачкашким походима и чаркама против британских колониста од Охаја до планина у западном делу Северне Каролине. У Кентакију и Тенесију, где су шумовити пределу пружали Шонијима најбоља ловишта, њихова бројност и отпор чинили су их главном препреком у ширењу колонија на запад и најмоћнијим племеном у долини реке Охајо.

## Рат
Пораз Индијанаца у Понтјаковом рату охрабрио је насељенике да крену западно од Апалачких планина, где су наишли на огорчен отпор Шонија који су настојали да заштите своја села у Охају и своја ловишта у Кентакију. У обе области рат на граници беснео је без престанка од 1766, и 1774. чарке су се претвориле у прави рат између Шонија и колониста из Вирџиније  познат као Рат лорда Данмора. Око 2.000 колониста, предвођених гувернером Данмором, упало је у Кентаки и Охајо. У жестокој бици код Поинт Плезанта у Западној Вирџинији (10. октобра 1774) обе стране су претрпеле тешке губитке, али је индијански поглавица Корнсток пристао на мир.

## Последице
Да би спасао села својих људи у Охају, Корнсток се одрекао права Шонија на земље јужно од реке Охајо и дозволио Вирџинијнцима да отворе Кентаки за насељавање. Упркос чињеници да је Данмор признао право Индијанаца на земљу северно од реке Охајо, продор насељеника у преостале индијанске области се наставио. Корнсток је мучки убијен у тврђави Рандолф (енгл. Fort Randolph) за време преговора 1777, што је довело до дуготрајних борби између Шонија и белаца, које су окончане тек у Тикамсијевом рату (1811-1813).